# Senosídeo
Senosídeo ou glicosídeo de sena, é um medicamento usado para tratar a constipação e esvaziar o intestino grosso antes da cirurgia . A medicação é tomada por via oral ou retal . Geralmente começa a fazer efeito em minutos quando administrado por via retal e em doze horas quando administrado por via oral. É um laxante mais fraco que o bisacodil ou o óleo de rícino .
Os efeitos colaterais comuns do glicosídeo de sena incluem cólicas abdominais. Não é recomendado para uso a longo prazo, pois pode resultar em mau funcionamento intestinal ou problemas eletrolíticos . Embora não tenha sido encontrado nenhum dano resultante do uso durante a amamentação, esse uso normalmente não é recomendado. Não é normalmente recomendado em crianças. Senna pode alterar a cor da urina para um tom um tanto avermelhado. Os derivados do sene são um tipo de laxante estimulante e são do tipo antraquinona . Embora seu mecanismo de ação não seja totalmente claro, acredita-se que o sena atue aumentando a secreção de fluidos e a contração do intestino grosso.
Está na Lista de Medicamentos Essenciais da Organização Mundial de Saúde . Está disponível como medicamento genérico e é relativamente barato. O custo no atacado no mundo em desenvolvimento é de cerca de 0,01 USD por comprimido. Os senosídeos vêm do grupo de plantas Senna . Na forma vegetal, tem sido usado pelo menos desde 700 d.C. Em 2017, foi o 287º medicamento mais comumente prescrito nos Estados Unidos, com mais de um milhão de prescrições . É vendido sob várias marcas, incluindo Ex-Lax e Senokot.

## Usos médicos
O sene é usado para constipação episódica e crônica, embora não haja evidências de alta qualidade que sustentem seu uso para esses fins. Também pode ser usado para auxiliar na evacuação do intestino antes de cirurgias ou exames retais ou colônicos invasivos . Os produtos orais de sena geralmente produzem evacuação em 6 a 12 horas. Os supositórios retais agem em duas horas.

### Dosagem
A dose diária definida não está estabelecida.  Nos Estados Unidos, a dose para adultos é de 15 a 17,2 mg, uma a duas vezes por dia. A dose em crianças de 2 a 6 anos é de 4,3 mg uma a duas vezes por dia e em crianças de 6 a 12 anos é de 8,6 mg uma a duas vezes por dia.
Se usado uma vez ao dia, é recomendado na hora de dormir.

## Contraindicações
Segundo a Comissão E o sene é contraindicado em casos de obstrução intestinal, inflamação intestinal aguda (ex.: doença de Crohn ), retocolite ulcerativa, apendicite e dor abdominal de origem desconhecida.
O sena é considerado contraindicado em pessoas com alergia documentada a antraquinonas . Essas alergias são raras e geralmente limitadas a reações dermatológicas de vermelhidão e coceira.

## Efeitos colaterais
Os efeitos colaterais são geralmente limitados a reações gastrointestinais e incluem dor abdominal ou cólicas, diarreia, náuseas e vômitos. O uso regular de produtos de sena pode levar a uma pigmentação marrom característica da parede interna do cólon vista na colonoscopia . Essa pigmentação anormal é conhecida como melanose coli .

### Interações
Os glicosídeos de sena podem aumentar a toxicidade da digoxina em pacientes que tomam digoxina, reduzindo os níveis séricos de potássio, aumentando assim os efeitos da digoxina.

## Mecanismo de ação
Os produtos de degradação do sene atuam diretamente como irritantes na parede do cólon para induzir a secreção de fluidos e a motilidade colônica.

## Farmacologia
São derivados de antraquinonas e glicosídeos diméricos .

## Sociedade e cultura

### Custo
O custo no atacado no mundo em desenvolvimento é de cerca de 0,01 USD por comprimido. Em 2017, foi o 287º medicamento mais comumente prescrito nos Estados Unidos, com mais de um milhão de prescrições.

Custos de senosídeos (EUA)
Prescrições de senosídeos (EUA)

### Formulações
Sene é um medicamento de venda livre disponível em diversas formulações, incluindo formulações orais (líquido, comprimido, granulado) e supositórios retais. Os produtos Senna são fabricados por vários fabricantes de medicamentos genéricos com várias marcas.